# Port Moresby
Port Moresby (ori Pot Mosbi în limba Tok Pisin), cu o populație de 255.000 (estimare din 2000), este capitala Papua Noua Guinee. Orașul este localizat pe țărmul golfului Papua, pe coasta sud-estică a insulei Noua Guinee.
Zona în care orașul a fost fondat de Capitanul John Moresby în 1873 poartă numele de azi în onoarea tatălui acestuia amiralul Sir Fairfax Moresby.

## Imagini

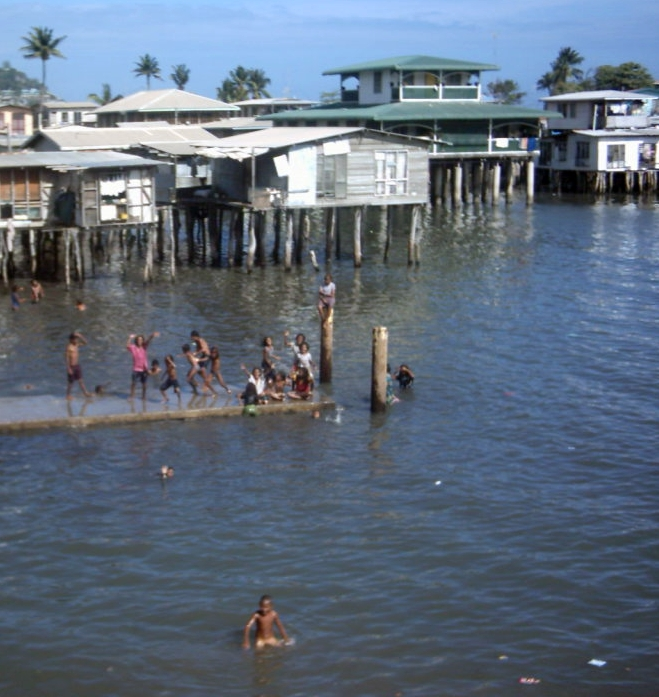
Koki village
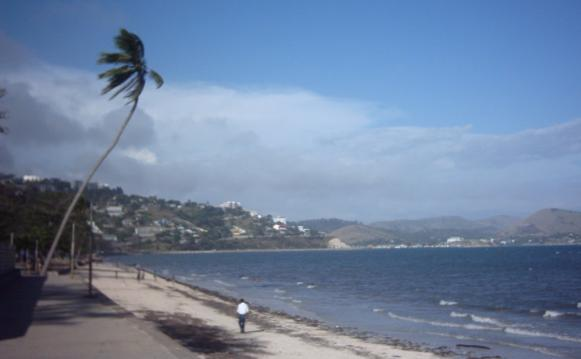
Ela beach

## Orașe înfrățite
| People's Republic of China | Jinan, China (Shandong) din 28 septembrie 1988 |
| Australia                  | Townsville, Australia (Queensland) din 1983    |

Oraș asociat:
| Indonezia | Jayapura, Indonezia (Provincia Papua) |